# Sonoritat aspirada
La sonorització aspirada (també anomenada sonorització murmurada, murmuri o remor) és una fonació en la qual les cordes vocals vibren, tal com fan a la sonorització (modal) normal, però es mantenen més separades, de manera que escapa un volum més gran d'aire entre elles. Això produeix un soroll audible. Una fonació sonora aspirada [ɦ] (en realitat no una fricativa, com suggeriria una lectura literal del diagrama AFI) es pot sentir a vegades com un al·lòfon de l'anglès /h/ entre vocals, per exemple a la paraula «behind» (darrere), per a alguns parlants. Una oclusiva amb sonorització aspirada (representada per uns dels símbols [bʱ], [dʱ], [ɡʱ], [mʱ], etc. o com [b̤], [d̤], [ɡ̈], [m̤] etc.)
és semblant a l'aspiració en quant endarrereix l'inici de la sonorització plena. Les vocals sonores aspirades s'escriuen [a̤], [e̤], etc.
En el context de les llengües indoàries (per exemple el sànscrit i l'hindi) i en els estudis comparats indoeuropeus, les consonants sonores aspirades sovint s'anomenen «sonores aspirades», com ara a les oclusives del sànscrit i de l'hindi normalment denotats com bh, dh, ḍh, jh, i gh i el fonema reconstruït del protoindoeuropeu gʷh. Des d'un punt de vista articulatori aquesta terminologia és incorrecta, ja que la sonorització aspirada és un tipus de fonació diferent a l'aspiració. Tot i així, la sonorització aspirada i les oclusives aspirades són acústicament semblants, ja que en ambdós casos hi ha un període audible de respiració seguint a l'oclusiva, i a la història de diverses llengües (per exemple el grec) i les varietats del xinès. les oclusives aspirades sonores han evolucionat subseqüentment cap a oclusives aspirades sordes.

## Mètodes de producció
Hi ha diverses maneres de produir sons aspirats sonors tals com ɦ. Una possibilitat és mantenir separades les cordes vocals, de manera que estan laxes com estan per a [h], però incrementant el volum del flux d'aire perquè vibrin lliurement. Una segona possibilitat és fer que les cordes vocals estiguin més a prop juntes al llarg de tota la seva longitud que a la [h] sorda, però no tan a prop com en sons modalment sonors com les vocals. Això resulta en un flux d'aire intermedi entre [h] i les vocals, com al cas de l'/h/ intervocàlica de l'anglès. Una tercera possibilitat és restringir la glotis, però separar el cartílag aritenoide que controla un dels extrems. Això implica que les cordes vocals s'ajunten per a la sonorització al darrere, però se separen per permetre el passatge de volums grans d'aire a la part frontal. Aquesta és la situació a l'hindi.
La distinció entre els dos últims tipus de realitzacions, les cordes vocals una mica separades al llarg de la seva longitud (sonorització aspirada) i les cordes vocals juntes amb els aritenoides fent una obertura (sonorització murmurada) són fonèticament rellevants al hmong.

## Propietat fonològica
Un seguit de llengües usen la sonorització aspirada d'una manera fonològicament contrastiva. Moltes llengües indoàries, com ara el l'hindi, es caracteritzen per tenir un contrast de quatre vies entre les plosives i africades (sonora, sonora aspirada, tènue i aspirada) i un contrast de dues vies entre les nasals (sonora i sonora aspirada). Les llengües nguni dins de les llengües bantu del sud, incloent-hi el phuthi, el xhosa, el zulu, el ndebele del sud i el swati, també tenen sonoritat aspirada constrastiva. En el cas del Xhosa, hi ha un anàleg del contrast de quatre vies a l'hindi a les consonants clic, i de forma semblan un contrast de dues vies entre les clic nasals, però un contrast de tres vies entre les plosives i africades (sonores aspirades, aspirades, i ejectives), i contrastos de dues vies entre les fricatives (sordes i sonores aspirades) i nasals (sonores i sonores aspirades).
A algunes llengües bantu, històricament les oclusives sonores aspirades han estat fonèticament sordes. però s'ha retingut el contrast de quatre vies al sistema. En totes les cinc llengües bantu del sud-est que s'han citat, les oclusives sonores aspirades (encara que fonèticament es produeixin com a aspirades sordes) tenen un efecte marcadament reductor de to (o depressor de to) sobre les vocals tautosil·làbiques que les segueixen. Per aquesta raó, aquestes consonants oclusives es refereixen freqüentment a la literatura de la lingüística com a oclusives «depressores».
El swati, i encara més el puthi, mostren evidència clara que la sonorització aspirada es pot usar com una propietat morfològica independent de qualsevol valor consonàntic de sonorització. Per exemple, en ambdues llengües, el mecanisme morfològic estàndard per assolir la còpula morfosintàctica consisteix simplement a executar la síl·laba de prefix de substantiu com a sonora aspirada (o «deprimida»).
Al portuguès, les vocals després de la síl·laba tònica es pot pronunciar com a sonora aspirada.
El gujarati és inusual en quant contrasta vocals i consonants sonores aspirades: /baɾ/ 'dotze', /ba̤ɾ/ 'fora', /bʱaɾ/ 'càrrega'.
El dialecte juǀ'hoan fa les següents distincions poc freqüents: /nǂʱao/ caiguda, aterratge (d'un ocell, etc.); /nǂʱao̤/ caminata; /nǂʱaˁo/ espècie d'herba; i /n|ʱoaᵑ/ persona cobdiciosa; /n|oaʱᵑ/ gat
Les oclusives sonores aspirades al punjabi van perdre la sonoritat aspirada, fusionant-se amb les oclusives sordes i sonores a diverses posicions, i es va desenvolupar un sistema de tons alts i baixos a les síl·labes que anteriorment tenien aquests sons.